# Hirafok

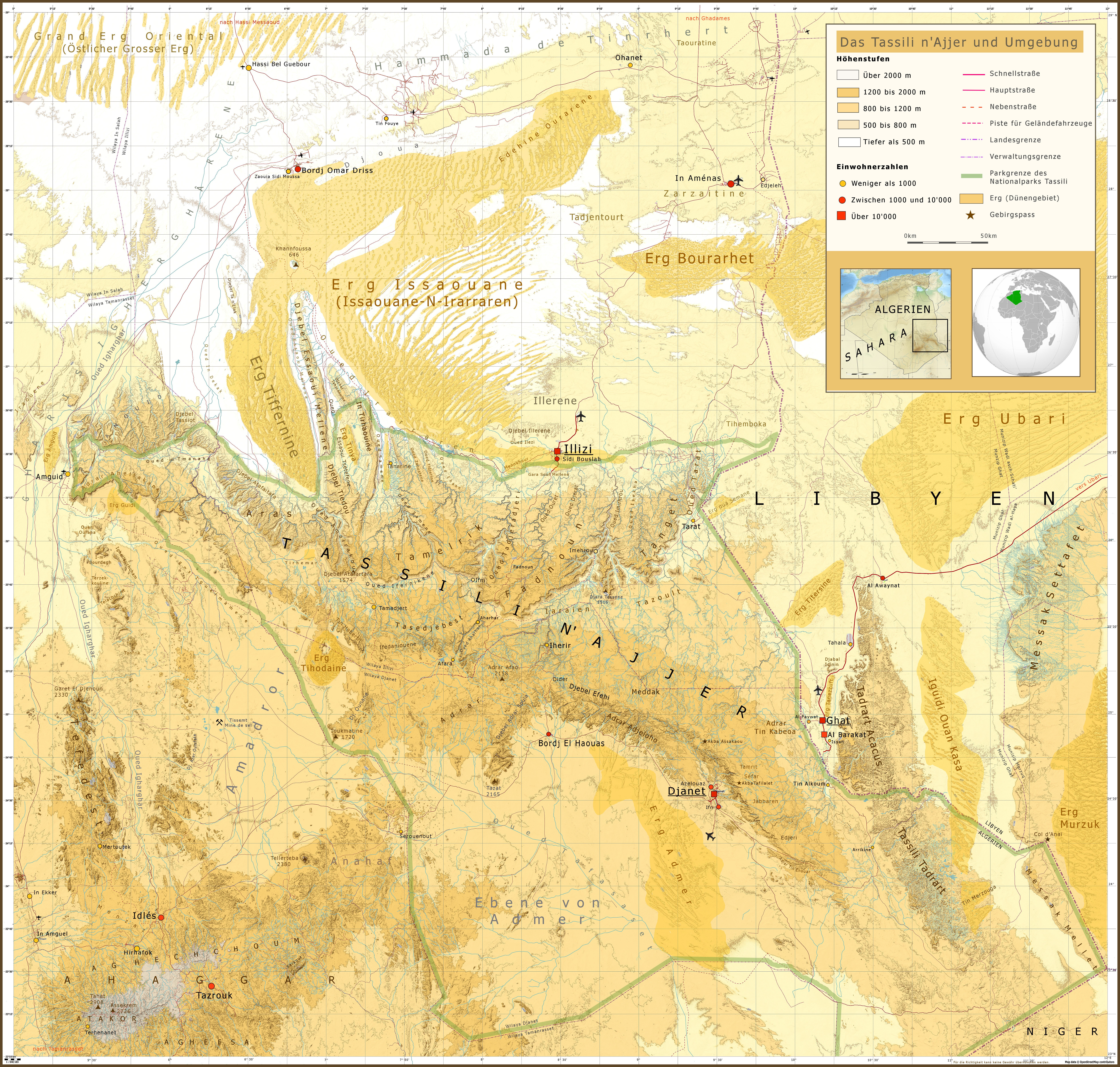
Topografische Karte des Tassili n'Ajjer und Umgebung. Hirafok liegt in der südwestlichen Ecke

Hirafok, (arabisch هيرافوك; weitere Schreibweisen: Hirafek oder Hirhafek) ist ein Dorf in der Gemeinde Idles im Distrikt Tazrouk in der südalgerischen Provinz Tamanrasset.

## Lage
Hiroafok liegt am Nordrand des Hoggar-Gebirges etwa 100 Kilometer nordnordöstlich der Provinzhauptstadt Tamanrasset und 25 km südwestlich der Stadt Idles. Das Dorf In-n-Tahek befindet sich 5 km westlich von Hirafok. Beiderseits des nur nach Regenfällen wasserführenden Oued Hirafok, welches das Dorf durchfließt, befinden sich zahlreiche landwirtschaftlich genutzte Flächen, in den vorwiegend Gemüse und Obst angebaut wird.
Hirafok ist eingebettet zwischen dem Vulkangebiet des Hoggar-Gebirges im Süden und dem Manzaz Vulkangebiet im Norden.

## Infrastruktur
Das Dorf Hirafok verfügt über eine Schule und einige Geschäfte. Die Stromversorgung erfolgt über das Gaskraftwerk von Idles (Centrale d'Idless) mit einer Leistung von 2,44 MW, welches von SKTM, einer Tochtergesellschaft von SONELGAZ (Société Algérienne de l'Electricité et du Gaz) betrieben wird.

## Verkehr
Hirafok liegt an der gut ausgebauten asphaltierten Nationalstraße RN 55, welche im Westen bei In Amguel von der Nationalstraße RN 1 abzweigt und 95 km über I-n-Tahek und Hirafok nach Idles führt. Von dort verläuft die RN 55 über Serenout ins 330 km nordöstlich gelegene Bordj El Haouas, wo sie in die Nationalstraße RN 3 einmündet, welche die beiden Provinzhauptstädte Illizi und Djanet verbindet. Die bisher nur für Allradfahrzeuge zu befahrende Piste nach Bordj El Haouas wird derzeit durchgehend zur Asphaltstraße ausgebaut.
Von Hirafok zweigt nach Süden eine insbesondere nach Regenfällen nur für geländetaugliche Fahrzeuge befahrbare 68 km lange Piste ab, welche über die Pässe Tehe-n-Sîberi (1655 m) und Tehe-n-Teghatimt (2330 m) bis knapp unterhalb des Assekrem-Passes führt. Von dort ist nach weiteren 76 km Tamanrasset per Piste und später Asphaltstraße erreichbar.